# Jean Orchampt

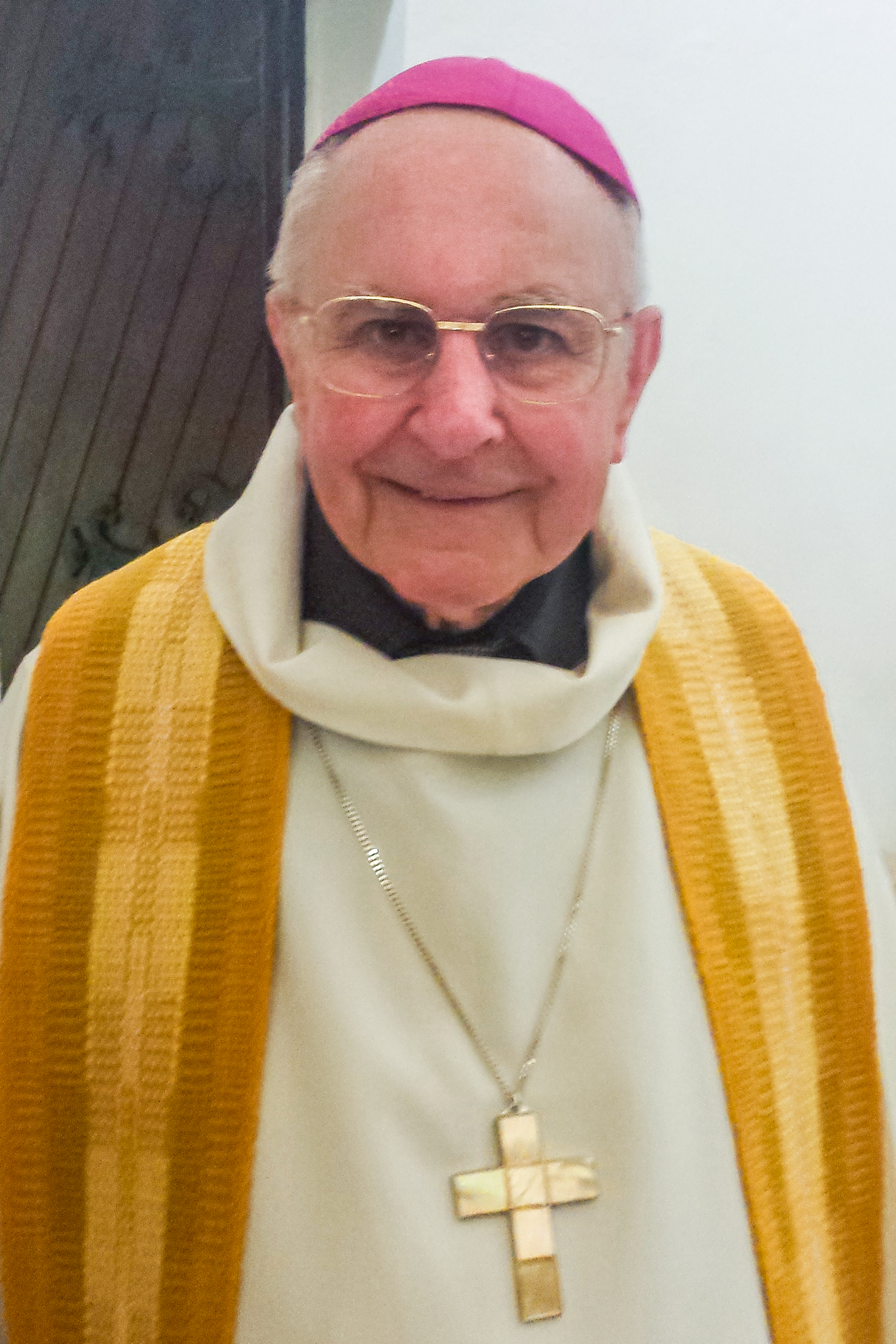
Jean Orchampt (2013)

Jean Pierre Marie Orchampt (* 9. Dezember 1923 in Vesoul, Département Haute-Saône; † 21. August 2021 in Angers) war ein französischer Geistlicher und römisch-katholischer Bischof von Angers. 

## Leben
Jean Orchampt besuchte die École Saint-Colomban in Luxeuil-les-Bains. Anschließend studierte er Philosophie und Katholische Theologie am Priesterseminar in Besançon. Am 29. Juni 1948 empfing Orchampt das Sakrament der Priesterweihe für das Erzbistum Besançon.
Von 1948 bis 1954 war Jean Orchampt als Pfarrvikar der Pfarrei Saint-Martin in Besançon tätig. Nach weiterführenden Studien am Institut supérieur de pastorale catéchétique de Paris (ISCP) des Institut Catholique de Paris erwarb er 1956 ein Diplom. Danach wirkte Orchampt als stellvertretender Direktor des Büros für den Religionsunterricht im Erzbistum Besançon, bevor er 1957 Professor am Institut supérieur de pastorale catéchétique de Paris wurde. Von 1957 bis 1963 war er zudem Studiendekan und von 1963 bis 1968 stellvertretender Direktor des Instituts. 1968 gründete Orchampt das Institut supérieur de culture religieuse in Abidjan und wurde dessen erster Direktor.
Am 14. Juni 1971 ernannte ihn Papst Paul VI. zum Titularbischof von Aquae in Mauretania und zum Weihbischof in Montpellier. Die Bischofsweihe spendete ihm der Erzbischof von Besançon, Marc-Armand Lallier, am 18. September desselben Jahres in der Kathedrale von Besançon; Mitkonsekratoren waren der beigeordnete Sekretär der Kongregation für die Evangelisierung der Völker, Kurienerzbischof Bernardin Gantin, und Cyprien Tourel, Bischof von Montpellier.
Papst Paul VI. bestellte ihn am 5. Juli 1974 zum Bischof von Angers. Die Amtseinführung erfolgte am 10. September desselben Jahres. Als Bischof von Angers war Jean Orchampt zudem Großkanzler der Université Catholique de l’Ouest.
Am 20. März 2000 nahm Papst Johannes Paul II. das von Jean Orchampt aus Altersgründen vorgebrachte Rücktrittsgesuch an.

## Schriften (Auswahl)
- Vos enfants, demain. A. Fayard, Paris 1962, OCLC 7160716.
- Jean Orchampt, André Polaert: Célébrations, initiation à la liturgie (= École de la foi. Band 1). Fayard-Mame, Paris 1966, OCLC 902044998.
- Signes de l’Eglise (= Documents catéchétiques africains, série B. Band 1). Maison Mame, Tours 1966, OCLC 1010278423.
- Jean Orchampt, André Polaert, Iris Jacquet: Liturgie mit Kindern. Wortgottesdienste zur Einführung (= Pfeiffer-Werkbücher. Band 67). J. Pfeiffer, München 1968, OCLC 715908442.
- Diventate cio che siete (= Collana „Diventate cio che siete“. Band 1). Tipolitografia benedettina editrice, Parma 1982, OCLC 1100280837.